# Dulce Liquido
Dulce Liquido — сайд-проект участников мексиканской Dark Electro группы Hocico, в котором главную роль играет Раксо Агройам. Он отвечает за тексты песен, вокал и музыку. Эрк Айкраг только подыгрывает своему кузену на синтезаторе во время концертов. Группу отличает необычный сценический образ.

## История Dulce LIquido
- 2000 — «Disolucion».
- 2003 — «Shock Therapy».

## Дискография Dulce Liquido

### Альбомы
- Disolucion (2000)
- Shock Therapy (2003)